# Elaine Constantine
Elaine Constantine est une écrivaine, réalisatrice et photographe britannique, née en 1965 à Bury (Grand Manchester).

## Carrière

### Photographie
Constantine a pris de l'importance dans les années 1990 grâce aux travaux publiés dans le magazine The Face. Son approche énergique et honnête des jeunes femmes a suscité un intérêt international, lorsqu'elle a reçu des commandes régulières de la rédactrice italienne de Vogue, Franca Sozzani et de la rédactrice américaine de Vogue, Anna Wintour.
Elaine Constantine est sélectionnée pour les British Academy of Film and Television Arts (BAFTA) et est reconnue pour ses photographies de mode colorées et optimistes de jeunes femmes confiantes.

### Expositions
La première exposition personnelle de Constantine a eu lieu à la Galerie 213 de Marion de Beaupré à Paris en 1998. En 2002, Constantine a présenté Tea Dance, un spectacle sur la pratique culturelle des thés dansants par des personnes âgées au Nord de l'Angleterre. Des représentations de Tea Dance ont eu lieu à Paris, Londres, Rome, Amsterdam et Moscou.

### Collections d'art
Le travail de Constantine a été présenté à la  Photographers' Gallery de Londres pour l'exposition Look at Me de la Tate Britain, organisée par Val Williams, et à l'exposition Imperfect Beauty du Victoria and Albert Museum (V & A), organisée par Charlotte Cotton. La National Portrait Gallery (NPG) conserve dans sa collection photographique deux tirages de portraits réalisés par Constantine.

### Édition
Constantine a contribué aux magazines Vogue américain, français et italien. Ses clients commerciaux ont inclus Adidas, Alberto Bianni, Anna Molinari, Burberry, Clarins, Diesel, Gucci, Hunter, Lacoste, Levi's, Nike, Shiseido et Vivienne Westwood.

### Long métrage
En 2000, Constantine a appris à scénariser afin d'écrire un long métrage qui raconterait l'histoire de son obsession musicale et culturelle : la Northern Soul. Après les rejets des producteurs, Constantine a créé Stubborn Heart Productions et, à la fin de l'été 2012, elle est retournée dans le Nord de l'Angleterre pour commencer le tournage du long métrage Northern Soul.
Le film raconte l'histoire de deux DJ du Nord de l’Angleterre dont l'univers change à jamais lorsqu'ils découvrent la musique soul noire américaine. Le film est sorti en octobre 2014 chez Universal et a été classé dans les dix meilleurs du box-office lors de son week-end de sortie, malgré une distribution assez limitée,.
Le film a reçu des nominations à la fois pour les British Independent Film Awards (BIFA) et pour les British Academy Awards (BAFTA). Il a également remporté le prix du New Musical Express (NME) du film de l'année, prix résultant d'un vote du public.
Le livre éponyme de Constantine, Northern Soul (An Illustrated History), a été co-écrit avec Gareth Sweeney et publié par Random House' Virgin Books. Il s'agit d'un compte rendu factuel et oral de la culture Northern Soul. La bande originale, qui porte également le même titre, a été publiée par Demon Music. Elle est entrée dans le top 10 lors de sa sortie et a atteint le sommet des hit-parades soul.

### Clip
Elle a réalisé un clip pour la chanson Need Someone du duo britannique Stubborn Heart, présente sur le premier album du groupe paru en 2012.

### Court-métrage
Constantine a dirigé un court-métrage d'une durée de 9 minutes intitulé 9 Kisses. Le film est sorti en 2014.

## Récompenses
- 1998 : Prix de la Fondation John Kobal
- 2002 : Creative Review's Award pour le meilleur directeur de promo à venir
- 2005 : Prix Terence Donovan de la Royal Photographic Society
- 2015 : Sélection pour le London Critics Circle Breakthrough British Filmmaker Award[12] (London Critics Circle Award du nouveau réalisateur britannique)
- 2015 : Prix du film NME de 2014[9]
- 2015 : Sélection pour le BAFTA Outstanding Debut for a Writer, Director or Producer Award[8] (British Academy Film Award du meilleur nouveau scénariste, réalisateur ou producteur britannique)
- Un portrait d'Elaine Constantine par Immo Klink figure dans la collection photographique de la National Portrait Gallery[13]